# 原風佳
原 風佳（はら ふうか、1996年2月22日 - ）は、日本のタレント、モデル。
大阪府出身。オスカープロモーションに以前所属していた。

## 人物・来歴
大阪に生まれ、2歳の時に東京へ引越す。小学1年生の時にモデルクラブに入り、NHK教育『いないいないばあっ!』3代目のおねえさんを務めた。

### いないいないばあっ!でのエピソード
- 指遊びのコーナーでは高い技術の指操作をみせ、ドット絵ふうかが活躍する「ピコピコふうか」では、吹き替えをしてみせた。
- 2003年（平成15年）8月にNHK教育テレビ50周年企画の『ぐ〜チョコランタンとともだちいっぱい!オンステージ』に番組から先代おねえさんであるりなちゃん、ワンワンとともに出演。この時のことをふうかは「生まれて初めて緊張したの。りなちゃんがいなかったら、ふうかはきっと倒れてたと思うんだ」と話している。
- 一番好きな曲は「げんきげんき!」「ねこねこしゃんしゃん」と話している。

## 出演作品

### テレビ
- いないいないばあっ!（2003年4月7日 - 2007年3月30日。3代目おねえさん「ふうか」として出演。）
  - NHK いないいないばあっ! おでかけどっすんこ!（アルバムCD、2004年）
  - NHK いないいないばあっ! スーパーワンのうた（アルバムCD、2005年）
  - NHK いないいないばあっ! うた☆うた☆だいすき!（アルバムCD、2006年）

### 映画
- 狂武蔵（2020年）

### CM
- セガトイズ「スプレーアート」年賀状編（2008年 - 2009年）
- フジテレビ系「水球ヤンキース」予告スポット（2014年）

### 広告
- 茨進グループ イメージキャラクター（2009年）

### 舞台
- ストレイドッグProduce「問題のない私たち」（2012年4月6日 - 8日、座・高円寺）
- ストレイドッグProduce「へなちょこヴィーナス」（2012年9月11日 - 16日、テアトルBONBON）